# Machimus perfectus
Machimus perfectus är en tvåvingeart som beskrevs av Becker 1923. Machimus perfectus ingår i släktet Machimus och familjen rovflugor. Inga underarter finns listade i Catalogue of Life.